# 布季利夫卡
50°41′41″N 28°58′48″E / 50.69472°N 28.98000°E
布季利夫卡（烏克蘭語：Будилівка）是烏克蘭北部的村莊，隸屬日托米爾州的日托米爾區。該村面積0.87平方公里，海拔高度173米，2001年人口120，人口密度每平方公里137.77人。